# La Trinidad, Comayagua (kommun)
La Trinidad är en kommun i Honduras.   Den ligger i departementet Departamento de Comayagua, i den västra delen av landet, 80 km nordväst om huvudstaden Tegucigalpa. Antalet invånare är 3 659. Arean är 86 kvadratkilometer.
Terrängen i La Trinidad är kuperad.